# Dolf van der Wal
Dolf van der Wal (ur. 21 lipca 1987 w Huizen) – holenderski snowboardzista. Jego najlepszym wynikiem olimpijskim jest 37. miejsce w half-pipe’ie na igrzyskach w Vancouver. Na mistrzostwach świata najlepszy wynik uzyskał na mistrzostwach w Kangwŏn, gdzie zajął 20. miejsce w halfpipe’ie i na mistrzostwach w Arosa, gdzie był 20 w Big Air. Najlepsze wyniki w Pucharze Świata osiągnął w sezonie 2006/2007, kiedy to zajął 20. miejsce w klasyfikacji generalnej, a w klasyfikacji halfpipe’a był trzeci.

## Sukcesy

### Igrzyska olimpijskie
| Miejsce                        | Dzień     | Rok  | Miejscowość | Konkurencja | Zwycięzca           |
| ------------------------------ | --------- | ---- | ----------- | ----------- | ------------------- |
| 37.                            | 17 lutego | 2010 | Vancouver   | Halfpipe    | Shaun White         |
| 14. (w kwalifikacjach; odpadł) | 11 lutego | 2014 | Soczi       | Halfpipe    | Iouri Podladtchikov |

### Mistrzostwa Świata
| Miejsce | Dzień       | Rok  | Miejscowość | Konkurencja | Zwycięzca      |
| ------- | ----------- | ---- | ----------- | ----------- | -------------- |
| 20.     | 19 stycznia | 2007 | Arosa       | Big Air     | Mathieu Crepel |
| 31.     | 20 stycznia | 2007 | Arosa       | Halfpipe    | Mathieu Crepel |
| 20.     | 23 stycznia | 2009 | Kangwŏn     | Halfpipe    | Ryō Aono       |

### Puchar Świata

#### Miejsca w klasyfikacji generalnej
- 2004/2005 – –
- 2005/2006 – 182.
- 2006/2007 – 20.
- 2007/2008 – 45.
- 2008/2009 – 112.
- 2009/2010 – 84.

#### Miejsca na podium
1. Sungwoo – 24 lutego 2007 (Halfpipe) – 2. miejsce